# Døndalen

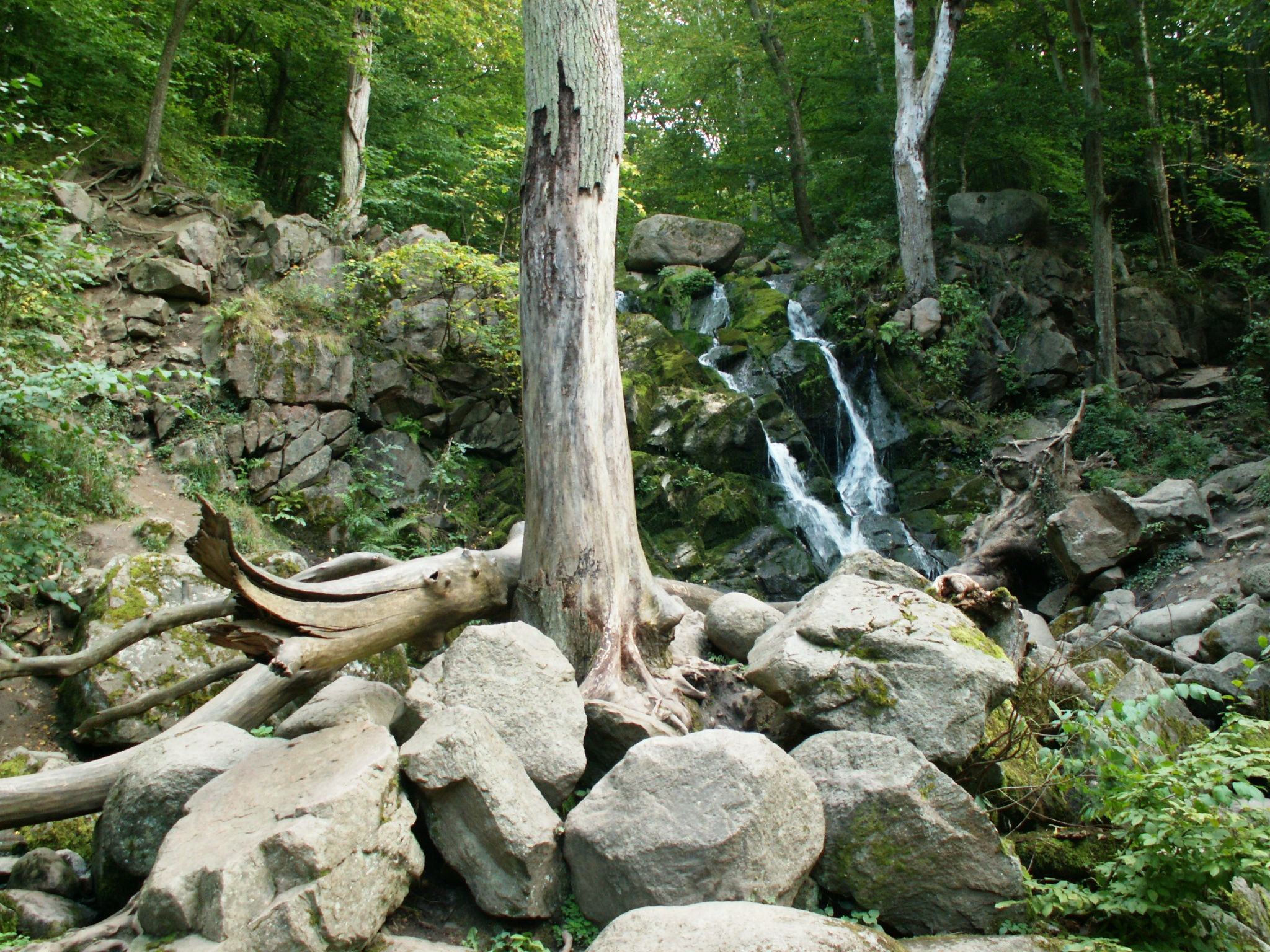
Der Wasserfall im Døndalen, Bornholm (2007)

Døndalen ist ein Tal im nördlichen Teil der dänischen Insel Bornholm. Nahe der Straße von Gudhjem nach Tejn gelegen, ist es für Dänemarks höchsten Wasserfall berühmt. Døndalen erstreckt sich über ein Gebiet von 37 Hektar.

## Geschichte
Es scheint, dass Døndalen seit der letzten Eiszeit vor etwa 10.000 Jahren bewaldet ist. Seit 7000 Jahren besteht die Umgebung aus Laubbäumen. Im Tal wurden zahlreiche archäologische Funde gemacht, beispielsweise Begräbnisstätten und Belege für Feuerbestattung. Als Teil der Verteidigungsanlagen der Insel wurden im 16. Jahrhundert Erdwälle an der Unterseite des Tales nahe der Küste gebaut. Die Dämme, die heute noch besichtigt werden können, gaben Schutz für diejenigen, die Feinde mit Kanonen und Gewehren abschreckten.

## Landschaft
Etwa in der Mitte des Tals fällt der Bach Døndaleå etwa 20 Meter in die Tiefe und bildet so Dänemarks höchsten Wasserfall. Das felsige Nordwestufer erhebt sich etwa 25 Meter hoch bis zum Aussichtspunkt Amtmandsstenen, der einen Ausblick über die Ostsee nach Christiansø liefert. Der Døndaleå ist 6,5 Kilometer lang und entspringt im Dammemose nahe Klemensker. Insbesondere der Weg vom Røvejen (der Straße von Rø nach Olsker) zur Küste ist interessant, weil hier die Landschaft besonders abwechslungsreich ist. Die meiste Zeit ist der Bach nur ein schmales Rinnsal, im Winter und Frühjahr kann der Wasserfall jedoch sehr beeindruckend sein.

## Flora und Fauna
Døndalen besitzt eine aktive Vogelwelt, insbesondere im Frühjahr mit Nachtigallen, Mönchsgrasmücken, Gartengrasmücken, Baumläufern und Buchfinken. Auch Mäusebussarde sind häufig zu hören. Am frühen Morgen sind oft Rehe in den Wäldern zu sehen. Den Bach bevölkern unter anderem Lachse.
Neben Bärlauch und weißen, gelben und blauen Anemonen wächst hier unter anderem der Südöstliche Aronstab. Gelegentlich können verschiedene Orchideenarten gesehen werden, darunter das Knabenkraut und Nestwurzen. Zu Baumarten im Døndalen gehören Hainbuche, Weißbirke, Gemeine Esche, Bergulme und Haselnuss sowie mehrere Sorten von Ebereschen. Im Jahr 1916 kultivierte der Landwirt Aksel Jensen die nordöstliche Seite des Døndalen. Er pflanzte dort 150 Baumarten aus der ganzen Welt, darunter die Chinesische Korkeiche, den Küstenmammutbaum, die Himalaja-Fichte und eine seltene europäische Variante der Elsbeere.